# 1948 في السعودية
تحتوي هذه المقالة على أهم الأحداث التي شهدتها السعودية في 1948، إضافة إلى أهم الشخصيات السعودية التي وُلدت أو تُوفيت في هذه السنة.

## السياسة

### الحكم
الملك: عبد العزيز بن عبد الرحمن آل سعود

### إعفاءات
- أحمد عبدالجبار من منصب المندوبون الدائمون للمملكة العربية السعودية لدى الأمم المتحدة في نيويورك.

## أحداث
- سك الريال الفضي الواحد دون أجزائه.[1]

- مشاركة السعودية في حرب فلسطين ضد الحركة الصهيونية.

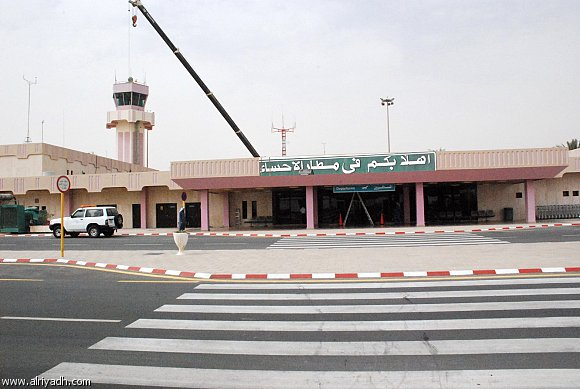
مطار الأحساء والذي تم تأسيسه عام 1948 م

- تأسيس مصلحة الطيران المدني.[2]

- تأسيس أول محطة تحلية للمياه في جدة.[3]
- فتح العلاقات الدبلوماسية الرسمية بين إندونيسيا والمملكة العربية السعودية.[4]
- تأسيس نادي الصفا في مدينة صفوى شرق المملكة العربية السعودية حيث يعد من ضمن أندية الدرجة الثانية، ويمتلك حالياً استادًا رياضيًا مجهزًا بأحدث المعدات والصالات، بينها صالة مغلقة للألعاب

- تأسيس محطة لاسلكية عالمية في جدة تعمل مع الولايات المتحدة الأمريكية مباشرة لتأمين الاتصالات البرقية بين البلدين.[5]

- عمل اتفاقية بين الكويت والسعودية تقوم على تحديد المنطقة المحايدة بين الدولتين، كما تقتسم حصيلة ما يستخرج من نفط تلك المنطقة مناصفة بينهما.[6]
- وفد سعودي رفيع المستوى يصل إلى اليمن لدعم وتوطيد العلاقات بين البلدين.[6]
- سك الريال الفضي الواحد دون أجزائه، وطرح في الأسواق بتصميمه السابق عدا سنة سكه (1367) المنقوشة في آخر سطر من كتابات مركز الظهر. وفي دور سك متنوعة، منها على سبيل المثال: لندن، مكسيكو، فيلادلفيا، وبومباي.[7]
- شركة إسو - نيوجيرسي للزيت القياسي (بالإنجليزية: ESSO - Standard Oil New Jersey) التابعة لشركة إكسون موبيل (بالإنجليزية: Exxon Mobil) تشتري حصة 30٪ من أسهم أرامكو الأمريكية من شركتي سوكال (بالإنجليزية: SOCAL) وتكساكو (بالإنجليزية: Texaco). [8]
- الخطوط الجوية السعودية تشتري خمس طائرات من طراز (DC-4) وخمس طائرات أخرى من طراز بريستول 170 لدعم شبكة الرحلات الدولية.[9]
- تأسيس مجموعة الجفالي هي إحدى أبرز الشركات السعودية المتعددة النشاطات.[10][11][12] يشمل نشاط المجموعة تجارة السيارات وقطاع الغيار، تجارة المواد الكيمياوية، الأجهزة المنزلية، بيع المعدات الصناعية، التأمين.
- إنشاء معهد الدراسات الفنية للقوات الجوية.
- إحداث أول وحدة مدرعة باسم وحدة المصفحات من سلاح المدرعات، وعين رشيد البلاع قائداً عليها، وشاركت مع القوات العربية في الجبهة المصرية لقتال اليهود عام 1948م.
- مطار الأحساء والذي تم تأسيسه عام 1948 م تأسيس مصلحة الطيران المدني والتي تحولت لاحقًا إلى الهيئة العامة للطيران المدني وهي مؤسسة وطنية من المملكة العربية السعودية مسؤولة عن أجواء المملكة بالترتيب والتنسيق بين الطائرات التجارية. سجلت الهيئة في 2018 أعلى عدد مسافرين ورحلات في تاريخ الطيران في المملكة، إذ بلغ عدد المسافرون 99.86 مليون مسافر عبر 771.828 رحلة من مطارات المملكة الدولية والداخلية.[13][14] بحسب تقرير التنافسية العالمي 2019 تقدمت المملكة 5 مراكز في كفاءة خدمات النقل الجوي عن العام السابق.[15] وفي يوليو 2022 أعلنت هيئة الطيران المدني فتح أجواء المملكة لجميع الناقلات الجوية التي تستوفي متطلبات الهيئة لعبور الأجواء.[16]
- افتتاح مطار الاحساء الدولي وهو مطار دولي يقع على بعد حوالي 17 كم عن مدينة الهفوف إحدى المدن الرئيسية بمحافظة الأحساء شرق المملكة العربية السعودية ويعد ثاني مطار دولي يخدم المنطقة الشرقية بعد مطار الملك فهد الدولي بالدمام. وكون المطار في رابع أكبر مدينة سعودية في عدد السكان ونظراً لوقوع الأحساء كبوابة لدول الخليج[17]، فذلك يمنح المطار ميزات إستراتيجية واقتصادية قوية كفيلة ليزاحم بها أفضل المطارات في المملكة.

### فبراير
- 26: الجامعة العربية ترسل وفدين أحدهما إلى اليمن للوقوف على حقيقة الأوضاع وإبداء الرأي للجامعة فيما يجب عمله، والآخر شكلته اللجنة السياسية للجامعة العربية وأرسلته إلى السعودية للتعرف على وجهة نظرها في القضية اليمنية.[6]

## مواليد
- عبد المجيد بن سعود بن عبد العزيز آل سعود، أحد أبناء الملك سعود بن عبد العزيز.
- طه الصبان، فنان تشكيلي.
- لولوة بنت فيصل بن عبد العزيز آل سعود أميرة سعودية والدها الملك فيصل عبد العزيز آل سعود. كانت زوجة الأمير سعود بن عبد المحسن بن عبد العزيز آل سعود. لها حضور دولي ومحلي في مختلف الأنشطة والمؤتمرات. في تصريح للسفير الأمريكي السابق ورئيس معهد الشرق الأوسط إدوارد ووكر قال بأن لولوة الفيصل لعبت «دوراً بارزاً في إعادة تعريف دور المرأة في المملكة العربية السعودية».
- عبد الله بن محمد بن إبراهيم بن عبد اللطيف آل الشيخ رئيس مجلس الشورى في المملكة العربية السعودية، وعضو هيئة كبار العلماء. تولى وزارة العدل. من أحفاد الشيخ محمد بن عبد الوهاب. يشغل منصب رئيس مجلس الشورى السعودي بعد تعيينه في 14 فبراير 2009 (19 صفر 1430).[18][19]
- ثريا العريض، أديبة سعودية من أصل بحريني، جمعت بين الشعر والثقافة والفكر ونالت الكثير من الجوائز.[20][21] وهي أول سيدة خليجية تحصل على شهادة الدكتوراة بعد الدكتورة العمانية فاطمة بنت سالم بن سيف المعمري، وهي عضو في مجلس الشورى السعودي من 11 يناير 2013، وحتى العام 2017.

### أبريل
- 14: الأمير تركي بن ناصر بن عبد العزيز آل سعود الابن السابع من أبناء الأمير ناصر بن عبد العزيز آل سعود ووالدته هي الأميرة موضي بنت أحمد بن محمد السديري.

### يوليو
- 1: منصور الجعيد هو عدّاء سعودي. مثّل بلاده في الألعاب الأولمبية الصيفية 1972.[22]
- 2: سعيد خليل الدوسري هو عداء سعودي، مثّل بلاده في سباق 200 متر خلال الألعاب الأولمبية الصيفية 1972.[23]

- 13: هاني السعدي[24]، ممثل ومنتج سعودي، اشتهر بشخصية بابا فرحان.